# Chalcides pseudostriatus
Chalcides pseudostriatus (марокканський трипалий сцинк) — вид сцинкоподібних ящірок родини сцинкових (Scincidae). Мешкає в Марокко.

## Поширення і екологія
Марокканські трипалі сцинки поширені на півночі Марокко, зокрема в горах Середнього Атласа, на півночі атлантичного узбережжя, в басейні річки Себу та в західній частині Рифських гір, а також зустрічаються в іспанському ексклаві Сеута. Вони живуть на вологих трав'янистих луках. Живородні.

## Збереження
МСОП класифікує стан збереження цього виду як близький до загрозливого. Chalcides montanus загрожує знищення природного середовища.